# Live Through This
Live Through This é o segundo álbum de estúdio da banda estadunidense de rock alternativo Hole, lançado a 12 de abril de 1994.
Foi lançado uma semana após a morte de Kurt Cobain (marido de Courtney Love), que contribuiu para o álbum fazendo vocal de apoio em algumas faixas. O disco é bem diferente do seu antecessor Pretty on the Inside, trocando as microfonias por melodias mais pop e com violão sem deixar de ser punk. Apesar da baixista Kristen Pfaff ter ajudado a gravar o disco, nos vídeos quem aparece é a baixista Melissa Auf Der Maur, já que Kristen morreria de overdose no dia 15 de junho de 1994.[carece de fontes?]
O álbum foi aclamado pela pela crítica e é frequentemente apontado como o melhor álbum do Hole, tendo vendido mais de duas milhões de cópias pelo mundo. A revista Rolling Stone nomeou o Live Through This como o melhor álbum de 1994 e, posteriormente, como um dos melhores álbuns de todos os tempos, na lista The 500 Greatest Albums of All Time.

## Faixas
Todas as faixas foram compostas por Courtney Love e Eric Erlandson, exceto onde está especificado.
1. "Violet"
2. "Miss World"
3. "Plump"
4. "Asking For It"
5. "Jennifer's Body"
6. "Doll Parts" 	(Courtney Love)
7. "Credit In The Straight World" (Stuart Moxham)
8. "Softer, Softest"
9. "She Walks On Me"
10. "I Think That I Would Die" (Courtney Love, Eric Erlandson, Kat Bjelland)
11. "Gutless"
12. "Rock Star"

## Recepção da crítica
Quando foi lançado, em 12 de abril de 1994, o Live Through This estreou nas paradas na posição 52, nunca atingindo o Top 40 dos Estados Unidos. Em dezembro de 1994, o álbum ganhou disco de ouro pelas 500 mil cópias vendidas, e seis meses depois disco de platina por ter atingido a marca de um milhão de cópias vendidas.
O álbum foi aclamado pela pela crítica e é frequentemente apontado como o melhor álbum do Hole e um dos melhores álbuns de rock da década de 1990. Os críticos enaltecem a combinação da energia bruta do seu antecessor Pretty on the Inside com o pop rock que mais tarde caracterizaria o seu sucessor Celebrity Skin.
O álbum está na posição 466 da lista The 500 Greatest Albums of All Time da revista Rolling Stone e também consta no livro 1001 Discos Para Ouvir Antes De Morrer.